# FK Přepeře
FK Přepeře je fotbalový klub z Přepeř hrající ČFL B, tedy 3. nejvyšší fotbalovou soutěž v ČR. Klub byl založen v roce 2013. V ročníku 2015/2016 vyhrál I.B třídu svého kraje se ziskem 65 bodů. V ročníku 2016/2017 vyhrál I.A třidu svého kraje. V ročníku 2017/2018 skončil v Krajském přeboru Libereckého kraje na 2. místě, přesto dostal pozvánku zahrát si Divizi C. V ročníku 2018/2019 skončili v Divizi C na 2. místě. Jelikož vítěz divize C FK Jiskra Mšeno - Jablonec nad Nisou odmítl postup, tak byl nabídnut Přepeřím a ty tak postoupily pošesté v řadě, tentokrát do ČFL.

## Výsledky
Legenda: Z - zápasy, V - výhry, R - remízy, P - porážky, VG - vstřelené góly, OG - obdržené góly, +/- - rozdíl skóre, B - body, červené podbarvení - sestup, zelené podbarvení - postup, fialové podbarvení - reorganizace, změna skupiny či soutěže
| Česko (2013– )                                         |    |    |         |    |        |    |     |          |
| Soutěž                                                 | Z  | V  | R       | P  | Skóre  | B  | +/- | Umístění |
| okresní soutěž–západ 2013/2014 (hráno jako Semily „B“) | 14 | 13 | 1       | 0  | 61:16  | 40 | +45 | 1.       |
| okresní přebor 2014/2015                               | 26 | 21 | 2       | 3  | 114:26 | 65 | +88 | 1.       |
| I.B třída 2015/2016                                    | 26 | 21 | 2       | 3  | 102:23 | 65 | +79 | 1.       |
| I.A třída 2016/2017                                    | 26 | 23 | 0       | 3  | 114:23 | 69 | +91 | 1.       |
| Krajský přebor 2017/2018                               | 27 | 18 | 7       | 2  | 101:24 | 61 | +77 | 2.       |
| Divize C 2018/2019                                     | 28 | 15 | 5 (2+3) | 8  | 62:41  | 52 | +21 | 2.       |
| ČFL B 2019/2020                                        | 16 | 7  | 1 (1+0) | 8  | 29:27  | 23 | +2  | 11.      |
| ČFL B 2020/2021                                        | 8  | 6  | 1 (0+1) | 1  | 18:8   | 19 | +10 | 1.       |
| ČFL B 2021/2022                                        | 30 | 18 | 3       | 9  | 66:49  | 57 | +17 | 2.       |
| ČFL B 2022/2023                                        | 30 | 7  | 8       | 15 | 36:59  | 29 | -23 | 15.      |
| ČFL B 2023/2024                                        | 30 | 7  | 7       | 16 | 34:54  | 54 | -20 | 16.      |
| Divize C 2024/2025                                     | 30 | 18 | 4       | 8  | ´65:36 | 58 | +29 | 3.       |

Poznámky:
- 2019/20: Sezona nedohrána kvůli pandemii covidu-19.
- 2020/21: Sezona nedohrána kvůli pandemii covidu-19.